# Bernard Blasius Moras
Bernard Blasius Moras (Kuppepadavu, 10 de agosto de 1941) é um clérigo indiano e arcebispo católico romano emérito de Bangalore, no estado indiano de Karnataka.
Bernard Blasius Moras foi ordenado sacerdote em 6 de dezembro de 1967.
O Papa João Paulo II o nomeou Bispo de Belgaum em 30 de novembro de 1996. O arcebispo de Bombaim, cardeal Simão Inácio Pimenta, o consagrou bispo em 25 de fevereiro do ano seguinte; Co-consagradores foram Inácio P. Lobo, ex-bispo de Belgaum, e Aloysius Paul D'Souza, bispo de Mangalore.
Foi nomeado Arcebispo de Bangalore em 22 de julho de 2004 e empossado em 17 de setembro do mesmo ano. O Papa Francisco aceitou sua aposentadoria em 19 de março de 2018.